# دوري المؤسسات - بغداد 1970–71
دوري الاتحاد العراقي الممتاز 1970–71 هو الموسم الثالث والعشرون من دوري المؤسسات في بغداد. جرت المسابقة على مرحلتين. بعد عودة فريق آليات الشرطة من بانكوك في أبريل 1971 بعد مشاركته في بطولة الأندية الآسيوية، كان فريق مصلحة نقل الركاب يتصدر الدوري برصيد 20 نقطة بينما يحتل اليات الشرطة المركز الثاني برصيد 16 نقطة، وامامه مبارتين امام فريقي السكك الحديد والمشاة، أي ان اليات الشرطة يحتاج إلى الفوز في هاتين المباراتين ليحتفظ بلقب البطولة. انتهت المباراة بين آليات الشرطة والسكك الحديد بالتعادل 2–2 وبالتالي ذهب اللقب لفريق مصلحة نقل الركاب.
ثارت شبهات حول تلاعب بالنتيجة بين آليات الشرطة وفريق القوة السيارة في المرحلة الثانية التي انتهت بفوز آليات الشرطة بنتيجة 5–0. قرر اللجنة الأولمبية الوطنية العراقية حذف النقاط المباراة من آليات الشرطة وتمت معاقبة فريق القوة السيارة بانزاله للدرجة الثانية (المستوى الثالث).

## جدول الدوري
| مركز | فريق             | نقاط |
| ---- | ---------------- | ---- |
| 1    | مصلحة نقل الركاب | 20   |
| 2    | آليات الشرطة     | 19   |
| 3    | القوة الجوية     | 16   |
| 4    | السكك الحديد     | 14   |
| 5    | الفرقة الثالثة   | 13   |
| 6    | كهرباء الوسطى    |      |
| 7    | المشاة           |      |
| 8    | القوة السيارة    |      |

|  | البطل |
|  | هبط   |

## النتائج المعروفة
| المضيف \ الضيف   | الفرقة الثالثة | آليات الشرطة | المشاة | القوة الجوية | القوة السيارة | السكك الحديد | كهرباء الوسطى | مصلحة نقل الركاب |
| ---------------- | -------------- | ------------ | ------ | ------------ | ------------- | ------------ | ------------- | ---------------- |
| الفرقة الثالثة   | —              | [ ا ]        | 4–1    |              | 1–1           | 0–0          | 1–1           |                  |
| آليات الشرطة     | 2–1            | —            | 2–0    | 0–1          | [ ب ]         | 2–1          | 0–1           | 1–0              |
| المشاة           |                | 1–4          | —      |              |               |              |               |                  |
| القوة الجوية     |                | 2–2          |        | —            | 2–0           | 1–1          |               |                  |
| القوة السيارة    |                | 1–2          | 2–1    |              | —             |              |               | 1–1              |
| السكك الحديد     |                | 2–2          | 6–3    |              |               | —            | 2–0           | 1–1              |
| كهرباء الوسطى    | 1–0            | [ ا ]        |        |              | 0–0           | 1–3          | —             |                  |
| مصلحة نقل الركاب | 1–0            | 1–1          | 2–0    | 2–1          |               | 4–1          |               | —                |

1. 1 2  انتهت المباراة بفوز آليات الشرطة
2. ↑  ثارت شبهات حول تلاعب بالنتيجة بين آليات الشرطة والقوة السيارة في المرحلة الثانية التي انتهت بفوز آليات الشرطة 5–0 وقرر اللجنة الأولمبية الوطنية العراقية الغاء النتيجة
3. ↑  كانت النتيجة الأصلية لمباراة كهرباء الوسطى والفرقة الثالثة هي تعادل 0-0 لكن الإتحاد العراقي المركزي إجتمع وقرر اعتبار فريق كهرباء الوسطى فائزا بهدف مقابل لا شيء لأن الحكم مجيد الصالحي ألغى هدفا صحيحا لكهرباء الوسطى